# Diamanter (Lustans Lakejer)
Diamanter är en singel av Lustans Lakejer utgiven 1982.
Låten spelades första gången in 1980 under titeln Diamanter är en flickas bästa vän och gavs ut på en maxisingel i 500 exemplar. 1982 spelades den in i en ny version med ett framträdande syntarrangemang och gavs ut på singel. Singeln var en dubbel a-sida där Diamanter betecknades som "Club A" och Sång om syrsor, komponerad av Jules Sylvain, som "Radio A".
Den framträdande syntslingan är inspirerad av öppningstonerna ur temat från James Bond-filmen "Diamantfeber".
2007 utgavs en ny version av Diamanter, inkluderad på singeln Allt vi en gång trodde på. På Johan Kindes soloalbum Ett halvt sekel av sex från 2016 finns det med en nyinspelad akustisk version av låten.

## Om låten
I en kommentar till samlingsalbumet Raffel i Rangoon (1993) sade Johan Kinde om låten: "Jag läste Norman Mailers bok om Marilyn Monroe, som jag var väldigt förtjust i då. Jag bestämde mig snabbt för att skriva en ny låt med samma titel som hennes stora hit. (Givetvis utan att först lyssna på den). Peter Bergstrandh skrev den klassiska basgången och texten beskriver väldigt väl hur jag kände mig på den tiden (1979/80): som en ensam ung man med hela världens ondska på mina axlar."

## Versioner
- Diamanter är en flickas bästa vän 12" 1980 – Ej återutgiven.
- Diamanter 7" version 1982 – Inkluderad på CD-utgåvan av En plats i solen (2006).
- Diamanter 12" version 1982 – Inkluderad på Raffel i Rangoon (1993), En popklassiker (1994) och En plats i solen (2006).
- Diamanter är en flickas bästa vän (Skugge/Tilliander version) – Inkluderad på Allt vi en gång trodde på (2007) och Samlade Synder 1981-2007.
- Diamanter – Ny version på Johan Kindes soloalbum Ett halvt sekel av sex (2016).